# Roxana Zal
Roxana Zal (Malibu, Califórnia, 8 de Novembro de 1969) é uma atriz estadunidense.

## Biografia

### Vida pessoal
Zal nasceu e cresceu em Malibu, no estado da Califórnia, sendo filha de Maureen e Hossein Zal. Durante a adolescência, foi uma integrante do time de tênis do colegial.

### Carreira
O primeiro trabalho de Zal foi uma participação em um episódio de Hart to Hart, ainda aos 12 anos. Desde então, ela fez várias outras participações como coadjuvante em séries de televisão, como NCIS e Crossing Jordan.
Até hoje, a atriz é mais conhecida por ter sido a mais jovem ganhadora de um Primetime Emmy, quando aos 14 anos interpretou a garota molestada pelo pai no telefilme Something About Amelia.
Em 1998, a atriz expandiu sua carreira ao co-produzir o filme Broken Vessels. Em 2006, Roxana Zal ganhou um papel recorrente na telenovela Watch Over Me, na qual permaneceu por cinco episódios.

## Filmografia

### Televisão
- 2006 Watch Over Me como Natalie Weller
- 2004 CSI: NY como Marie Foley
- 2003 Crossing Jordan como Sra. Strahan
- 1998 The Pretender como Carla Parks
- 1998 Fame L.A. como Tina
- 1995 Lois & Clark: The New Adventures of Superman como Lucy Lane
- 1993 The Hidden Room como Marion
- 1982 Disneyland como Merilee
- 1981 Hart to Hart como Riley

### Cinema
- 2004 Skin Walker como Baby
- 2004 Three Way como Janice Brookbank
- 2001 Blind Obsession como Bedelia Rose
- 2000 Ground Zero como Victoria Heflin
- 1999 Big City Blues como Chrissie
- 1999 The Stranger como Julie
- 1999 Her Married Lover como Katie Griffin
- 1998 Mixed Blessings como Laura
- 1998 Broken Vessels como Elizabeth
- 1998 The Waterfront como Christina
- 1998 The Thief & the Stripper como June
- 1996 Red Line como Gem
- 1996 Daddy's Girl como Karen Conners
- 1996 Kiss & Tell como Sissy
- 1996 God's Lonely Man como Niki Birsh
- 1996 Land of Milk and Honey como Rachel Riselli
- 1995 Firestorm como Lara
- 1989 Under the Boardwalk como Gitch
- 1986 River's Edge como Maggie
- 1983 Testament como Mary Liz Wetherly
- 1983 Table for Five como Tilde